# 阮劇團
阮劇團（英文：Our Theatre），成立於2003年的嘉義，是嘉義縣首個正式立案的現代劇團。融合傳統文化、當代精神與實驗性創新，創作出具有獨特觀點、態度和特色的台灣文化作品，並以藝術行動走向各領域。以「交陪」的精神，透過戲劇教育關注社會公益發揮影響力、積極參與國際交流合作拓展視野，同時致力於建構培育平台，為產業注入活力，創造更加永續的文化風景。

## 歷年公演作品
- 2024年《鬼地方》
- 2023年《FW: 家的妄想》
- 2022年《釣蝦場的十日談》、《我是天王星》
- 2021年《十殿》
- 2020年《皇都電姬》（與香港劇場空間合作）
- 2018年《再約》
- 2018年《嫁妝一牛車》
- 2017年《水中之屋》
- 2015年《愛錢A恰恰》
- 2015年《家的妄想》
- 2014年《ㄞ國Party》
- 2017年《城市戀歌進行曲》
- 2016年《馬克白: Paint it, Black!》（與日本流山兒★事務所合作）
- 2013年《熱天酣眠》
- 2012年《金水飼某》
- 2011年《兩光專門學校》
- 2011年《PROOF》
- 2010年《民主夫妻》
- 2009年《素描》、《台北動物人》、《風景III》
- 2008年《月台上》
- 2007年《單身套房》
- 2005年《≡》
- 2004年《月台上》
- 2003年《多給我們幾雙鞋》

## 草草戲劇節
自2009年起，每年固定在3月舉辦草草戲劇節，甄選嘉義縣市高中職與大專院校熱愛戲劇的學生，經過培訓和排練後推出售票演出。近年並結合了展覽、戶外表演、創意市集、影展和講座等活動。2024年《當青春》入圍2024金點設計獎年度最佳設計獎。
- 2024年第十六屆草草戲劇節《當青春》
- 2023年第十五屆草草戲劇節《回歸線》
- 2022年第十四屆草草戲劇節《=͟͟͞͞( •̀д•́) 風起》
- 2021年第十三屆草草戲劇節《轉轉》
- 2020年第十二屆草草戲劇節《天空》
- 2019年第十一屆草草戲劇節《跑！》
- 2018年第十屆草草戲劇節《拾圓》
- 2017年第九屆草草戲劇節《布，可以》
- 2016年第八屆草草戲劇節《春膳》
- 2015年第七屆草草戲劇節《製圖器》
- 2014年第六屆草草戲劇節《面/FACE》
- 2013年第五屆草草戲劇節《一首詩改變世界》
- 2012年第四屆草草戲劇節《最好的時光》、《記憶中的角落》
- 2011年第三屆草草戲劇節《西瓜船》
- 2010年第二屆草草戲劇節《玻璃動物園》
- 2009年第一屆草草戲劇節《王友輝劇作選》

## 小地方計畫
除了創作發表外，阮劇團也積極參與藝術扎根工作。因感受到藝文活動的城鄉差距，並受紙風車劇團「319鄉村兒童藝術工程」啓發，開始了「小地方計畫」，訓練專業戲劇教師，於大嘉義地區共68所偏遠學校巡演、教學。

## 劇本農場
2013年起，阮劇團啟動了劇本農場計畫，由資深劇場創作者王友輝老師擔任主持人，每年邀請三位來自亞洲各地的劇作家，花費三年的時間深入劇本創作，歷經在臺灣各地旅行、作品書寫討論、售票讀劇演出、劇作修整等階段，最終出版為實體劇本書，已累積20餘部劇本。劇本農場不限創作主題、形式，結合「編、導、演、評、觀、製」，是新銳劇作家自由揮灑故事的舞台。歷年劇作家包含：
- 2023年：劉天涯、張哲龍、蔡伃婷（作曲林謙信）
- 2022年：林建華、鄭媛容、陳以恩（作曲張家瑀）
- 2021年：徐麗雯、陳恆益（作曲劉士瑜）
- 2020年：陳健星、王健任、林品翰（作曲吳子齊）
- 2019年：李屏瑤、周玉軒、邱筱茜（作曲陳立唐）
- 2018年：李憶銖、鄧世昌、胡疊
- 2017年：陳緯恩、蔡逸璇、黃煚哲（見習）
- 2016年：白樂惟、林俐馨、汪兆謙
- 2015年：林孟寰、高煜玟、陳弘洋
- 2014年：胡錦筵、許孟霖、陳建成
- 2013年：許正平、吳明倫、蔡明璇

## 儲備行動員課程
阮劇團的「行動員」概念來自actor，選擇使用「行動員」而非「演員」來稱呼期待招募的對象，主張未來的本土文化不僅是由演員或劇場構建的景觀，更是由擁有獨特態度、能take action（採取行動）的人所打造的風景。儲備行動員課程一期三年，聚焦地方文化與創意領域、透過劇場介入社會，藉由展演、策展活動，挖掘「在地」的獨特文化資產。強調行動員的「素養」，除了來自表演技藝，更源於自我觀照、研究和對話的能力，並能夠以此拓展表演的深度和廣度。

## 外部連結
- 阮劇團官方網站 （页面存档备份，存于）
- 阮劇團的Instagram帳戶
- 阮劇團的Facebook專頁
- 草草戲劇節的Facebook專頁
- YouTube上的阮劇團頻道
- 阮劇團 學子返「嘉」 體會純粹的美好
- 听“嘉”里孩子说“阮”的故事 （页面存档备份，存于）